# Franz Bracht
Franz Bracht un juriste et homme politique allemand, né le 23 novembre 1877 à Berlin où il est mort le 26 novembre 1933.
Membre du Zentrum, il est maire d'Essen de 1924 à 1932, ministre sans portefeuille en 1932 puis ministre de l'Intérieur de 1932 à 1933, le dernier de la république de Weimar.

## Biographie
Franz Bracht naît à Berlin. Il étudie le droit à l'université de Wurtzbourg et à l'université Humboldt de Berlin.